# Comuna Zdomîșel, Ratne
Zdomîșel (în ucraineană Здомишель) este o comună în raionul Ratne, regiunea Volînia, Ucraina, formată din satele Kraska, Șmenkî și Zdomîșel (reședința).

## Demografie
Componența lingvistică a satului Zdomîșel
     Ucraineană (99,68%)
     Alte limbi (0,31%)
Conform recensământului din 2001, majoritatea populației satului Zdomîșel era vorbitoare de ucraineană (99,68%), existând în minoritate și vorbitori de alte limbi.